# 刘道生
刘道生（1915年8月27日—1995年5月16日），湖南省茶陵县尧水乡人，中国人民解放军开国中将。

## 生平
生于贫苦农民家庭。少年时，在家乡参加农民运动。担任童子军团长、区农民协会宣传员，参加过1928年湘南秋收暴动。1930年1月，经杨勇介绍，参加中国共产主义青年团。1930年3月，参加茶陵县红军游击队担任宣传员。1930年9月，转为中国共产党党员。担任少共严尧区委书记兼少年游击队队长，是当时湘赣一带有名的“小赤匪”。 
1932年6月，担任少共湖南省委秘书处长兼巡视员；1932年8月，调任红八军（军长萧克）新兵团政委；1932年12月，任红八军政治部青年部部长。1933年11月，入瑞金红军大学政治系学习。1934年4月，会昌以南的筠门岭失守，粤赣军区独立第二十二师政委方强被撤职查办，周子昆调任师长，王开湘为师政委，孙毅为师参谋长，刘道生为师政治部主任。1934年10月，中央红军长征，刘道生先后任军委直属干部团第二营政委、军委总政治部巡视员、红三军团政治部组织部部长、少共中央局组织部部长、东北军统一战线工作委员会分会书记、红二方面军第六军团政治部代主任等职。
抗战爆发后，任八路军第一二〇师第三五九旅第七一七团政训处主任（1937年10月改称政委）。1937年9月起，和周建屏率领小部队到平山、寿阳一线平汉路和正太路交界地区活动，1937年11月13日组建了晋察冀军区第四军分区，周建屏任军分区司令员，刘道生任军分区政委。1940年8月百团大战时，郭天民、刘道生指挥2个团为聂集团右纵队，破击娘子关至乱柳段的正太铁路线。1940年8月20日攻克娘子关，成为百团大战中八路军攻克的第一个战略要点。1944年9月21日，晋察冀军区成立冀察、冀晋、冀中、冀热辽四个二级军区，刘道生升任冀察军区政委。
1945年8月23日，刘道生指挥部队攻克察哈尔省会张家口，成为中共占领的第一个省会城市。1945年10月冀察军区改称察哈尔军区，刘道生担任军区政委兼中共察哈尔省委书记。1945年10月，组建了冀察(刘道生)纵队，担任纵队政委，辖第8旅、第10旅。1946年4月，冀察(郭天民)纵队与冀察(刘道生)纵队合并为冀察纵队。1946年10月，任冀察热辽军区下辖的冀热察军区担任军区政委兼冀热察区委书记。1947年8月，冀察热辽军区部队组建东北民主联军第八纵队，黄永胜任纵队司令员，刘道生任纵队政委，邱会作任纵队副政委兼政治部主任。1947年9月中旬的东北秋季攻势的第二次杨杖子战斗，八纵歼灭国军第49军1.2万多人，缴获大小火炮90多门，轻重机枪400多挺，以及几十部汽车。1949年3月，任第四野战军第十三兵团（司令员程子华）政治部主任；1949年9月，调任第十二兵团兼湖南军区（司令员萧劲光）副政委兼政治部主任。
1950年4月8日，调任海军副政委兼政治部主任。1953年6月去苏联伏罗希洛夫海军学院基本系学习，1957年春天学成归国。1957年8月改任海军副司令员。1957年10月兼任刚成立的海军军事学院院长。1962年12月，兼任海军航空兵部司令员。1967年3月被免去海军副司令员职务，专任海军航空兵部司令员。1973年7月复出工作，重任海军副司令员。1977年12月，任海军第一副司令员，主持海军日常工作。1980年5月中国向南太平洋发射运载火箭试验中，担任海上护航编队总指挥兼政委。1982年8月退休。
1955年获一级八一勋章、一级独立自由勋章、一级解放勋章。1988年获一级红星功勋荣誉章。